# Кожееды (род)
Кожееды (лат. Dermestes) — род жуков кожеедов. около 70 видов.

## Описание
Тело компактное, сверху выпуклое, 5—12 мм. Усики 11-члениковые с 3-члениковой булавой. Личинки развиваются на трупах позвоночных животных, реже на беспозвоночных. Встречается каннибализм. Являются музейными вредителями, питающимися чучелами животных. При обнаружении на трупе могут быть полезны для судебных энтомологов.

## Классификация
Около 70 видов. В фауне бывшего СССР около 30 видов.
- Подрод Dermestes (Dermestes)
  - Dermestes ater De Geer, 1774 — Кожеед чёрный
  - Dermestes bicolor Fabricius, 1781 — Кожеед двухцветный
  - Dermestes haemorrhoidalis
  - Dermestes hispanicus
  - Dermestes lardarius Linnaeus, 1758 — Ветчинный кожеед
  - Dermestes leechi
  - Dermestes palmi
  - Dermestes peruvianus Laporte de Castelnau, 1840 — Кожеед перуанский
- Подрод Dermestes (Dermestinus)
  - Dermestes aurichalceus
  - Dermestes carnivorus
  - Dermestes coronatus
  - Dermestes diadema
  - Dermestes dimidiatus
  - Dermestes erichsoni
  - Dermestes fasciventris
  - Dermestes frischi
  - Dermestes gyllenhali
  - Dermestes hankai
  - Dermestes intermedius
  - Dermestes kaszabi
  - Dermestes laniarius
  - Dermestes leopardinus
  - Dermestes maculatus De Geer, 1774 — Кожеед пятнистый
  - Dermestes murinus Linnaeus, 1758 — Кожеед рябой
  - Dermestes mustelinus
  - Dermestes pardalis
  - Dermestes sardous
  - Dermestes sibiricus
  - Dermestes szekessyi
  - Dermestes undulatus
- Подрод Dermestes (Montandonia)
  - Dermestes fuliginosus
  - Dermestes hirticollis
  - Dermestes latissimus
  - Dermestes olivieri